# SS Thielbek
|  | Per a altres significats, vegeu «Thielbek». |

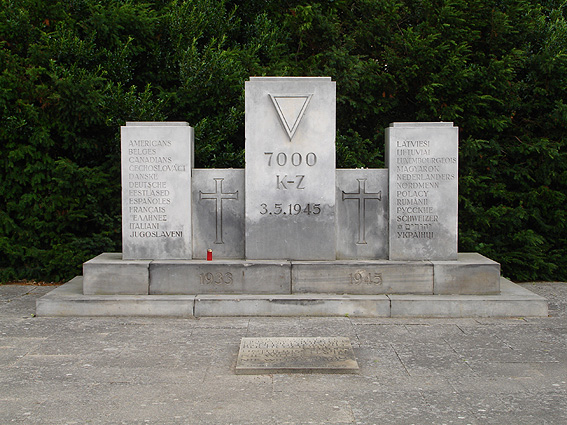
Monument als morts del Cap Arcona i el Thielbek a Neustadt in Holstein

SS Thielbek és el nom d'un vaixell mercant conegut pel fet que a la fi de la segona guerra mundial, després de l'Operació Anníbal, els SS van carregar-lo de presoners del camp de concentració de Neuengamme, un crim de la fase final en un intent d'amagar els seus crims davant les forces aliades que progressaven ràpidament, després d'una ordre de Karl Kaufmann. El 3 de maig de 1945, les forces britàniques van bombardejar el SS Thielbek a la Badia de Lübeck i gairebé tots els 2 800 presoners van morir.
El Thielbek va ser salvat el 1949. S'hi van trobar les despulles de 49 presoners que van sebollits al cementiri de Lübeck. El vaixell va ser reparat i va tornar al servei el 1950 sota el nom de Reinbek. El 1961 la companyia naviliera Knöhr & Burchard va vendre el vaixell que el 1974 va ser desmantellat a Split.
El seu nom prové del Thielbek, un afluent terraplenat de l'Alster a Hamburg.